# Твенджан

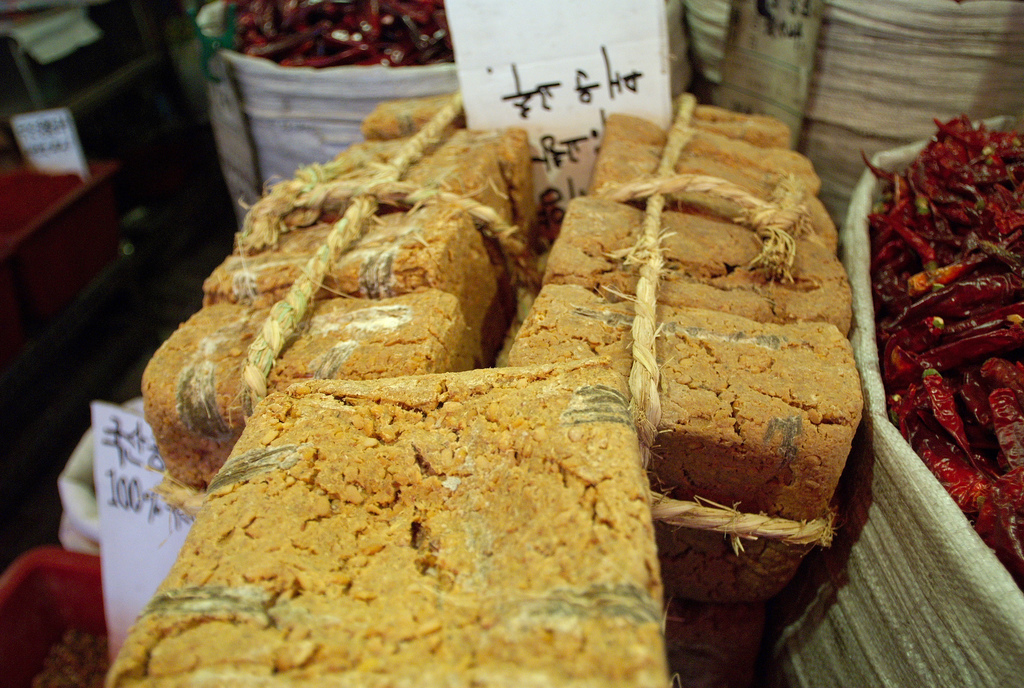
Меджу, соєвий солод

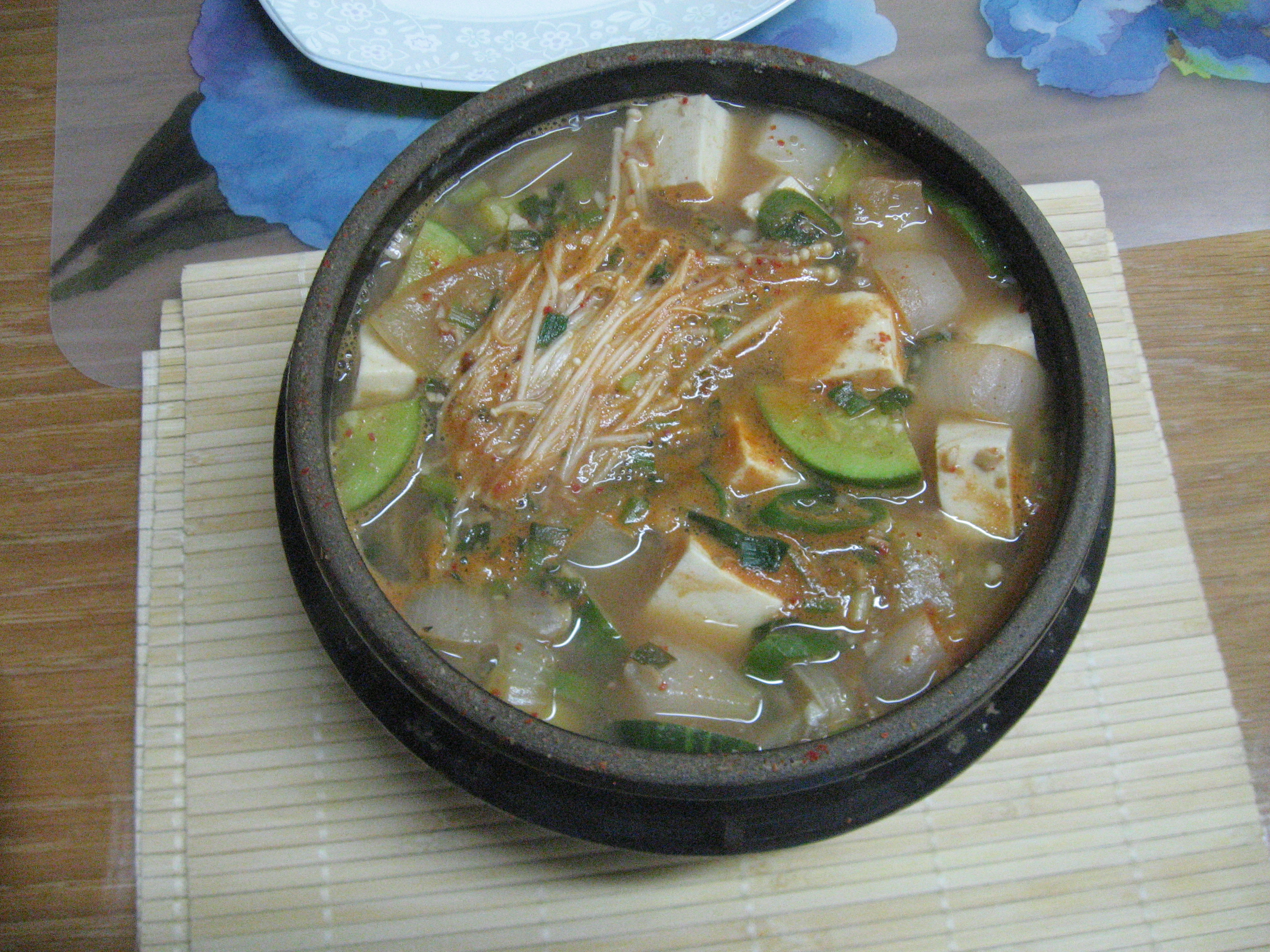
Миска домашнього твенджан ччіге

Твенджан (кор. 된장, 醬; вимовляється tøndʑaŋ або [twendʑaŋ]) — гостра приправа (соєва паста) у корейській кухні. Готується з віджиму сої. Має різкий специфічний запах. Назва буквально перекладається як «тверда паста».

## Виробництво
При виробництві твенджана соєві боби розварюють і тонко мелють. Отриману пасту формують у плитки меджу (кор. 메주메주). Меджу виставляють на сонце або в тепло, на рисову солому. У ній міститься багато сінної палички, яка ініціює процес ферментації. Запах меджу надає аміак, який виробляють бактерії. Через місяць (або більше, залежно від розміру плитки) меджу укладають у великі глиняні горщики із сольовим розчином і залишають для подальшої ферментації. Після ферментації рідину зливають (це корейський соєвий соус, чосон канджан, кор. 조선간장조선간장). Тверда солона частина — це і є твенджан. У ньому, на відміну від місо, часто зустрічаються нероздавлені соєві боби.
Традиційний твенджан готується із сої та сольового розчину, але у фабричний твенджан зазвичай додають пшеничне борошно (як соєвий соус). Існують різновиди твенджана з анчоусами.

## Вживання
Твенджан можна їсти сирим з овочами, робити з нього начинку або соус. Зазвичай його змішують з часником, кунжутною олією; з твенджана з кочхуджан роблять ссамджан. Ссамджан їдять з рисом або без нього, загорнутим у листові овочі (називається ця страва ссамбап. Поєднання листових овочів і твенджана або ссамджана часто подається до м'ясних страв, наприклад, до самгепсалю, пулькогі, і поссаму.
З твенджаном готують бульйон для супів, зокрема, ччіге. Там також можуть бути присутніми тофу, овочі (перець чилі, цукіні, цибуля зелена), гриби, м'ясо, молюски.

## Поживна цінність
Твенджан багатий флавонідами, вітамінами, мінералами і фітоестрогенами, яким приписують антиканцерогенні властивості. В корейській кухні, що містить в основному рис і овочі, твенджан є джерелом лізину, життєво важливої амінокислоти. Ліноленова і лінолева кислоти відіграють важливу роль під час росту кров'яних клітин. На відміну від місо, яке зазвичай не варять, варений твенджан використовується в кухні корейців (наприклад, у страві твенджан ччіге.

## Твенджан поза Кореї
Дацзян, вид ферментованої соєвої пасти, популярний на північному сході Китаю, дуже схожий на твенджан. У Китай дацзян привезли маньчжури.